# Woda metaboliczna
Woda metaboliczna – woda tworzona wewnątrz żyjącego organizmu poprzez zachodzące w nim procesy metaboliczne. Jej powstawanie jest powodowane utlenianiem energetycznych substancji pobieranych z pożywieniem. W wyniku utleniania 100 gramów tłuszczów wytwarzane jest około 110 gramów wody. Węglowodany oraz białka powodują utworzenie odpowiednio 55,1 i 41,3 gramów wody ze 100 gramów tych substancji.
Niektóre zwierzęta, głównie gatunki żyjące na pustyni wykazują wyjątkową odporność na brak dostępu do wody pitnej właśnie ze względu na możliwość uzyskania wody z innych dostępnych substancji odżywczych. Do innych zwierząt wykorzystujących wodę metaboliczną jako główny zasób wody w organizmie zaliczają się także migrujące ptaki, które ze względu na długie nieprzerywane loty muszą posiadać swoje własne źródło pozyskiwania wody. Człowiek dzięki wodzie pozyskiwanej z procesów metabolicznych dostarcza do organizmu tylko około 10% potrzebnego zapotrzebowania na wodę.
U ssaków, woda otrzymana dzięki utlenianiu białek ledwo zapewnia odpowiednią jej ilość do wydalenia mocznika, który jest produktem procesu metabolicznego białek. Ptaki natomiast wydalają kwas moczowy, dzięki czemu mogą uzyskiwać wodę z białek i nie wykorzystywać jej całej do wydalania produktów przemiany materii.